# Cercotrichas signata
El alzacola pardo (Cercotrichas signata) es una especie de ave paseriforme de la familia Muscicapidae endémica del sudeste de África. 

## Taxonomía
La especie fue descrita científicamente en 1850 por el zoólogo sueco Carl Jakob Sundevall. Se reconocen dos subespecies:
- Cercotrichas signata signata – se encuentra en el matorral costero de Sudáfrica y el bosque Afromontano. Su plumaje es pardo grisáceo;
- Cercotrichas signata tongensis – presente en las planicias costeras desde el norte de KwaZulu-Natal hasta el sur de Mozambique. Su pico es más corto que la subespecie nominal. El plumaje de sus partes superiores es más claro y el de las partes inferiores son de tonos anteados más cálidos. Sus listas superciliares y bigoteras son más marcadas.

## Distribución y hábitat
Se encuentra únicamente en las regiones costeras de Sudáfrica y el sur de Mozambique, y los montes de KwaZulu-Natal, Suazilandia y el sur de Mozambique. Su hábitat natural son los bosques húmedos subtropicales tanto costeros como de montaña, las sabanas y zonas de matorral.